# Mistrzostwa Świata w biegu 24-godzinnym 2008
6. Mistrzostwa Świata w biegu 24-godzinnym 2008 – zawody lekkoatletyczne, które odbyły się 18 i 19 października 2008 w Seulu, w Korei Południowej.

## Medaliści
|                         | 1. miejsce                                                                     | Rezultat   | 2. miejsce                                                               | Rezultat   | 3. miejsce                                                          | Rezultat   |
| Mężczyźni indywidualnie | Ryoichi Sekiya                                                                 | 273,366 km | Fabien Hoblea                                                            | 267,074 km | Yuji Sakai                                                          | 264,389 km |
| Mężczyźni drużynowo     | Japonia 1. Ryoichi Sekiya · 2. Yuji Sakai · 3. Kenji Takeda                    | 785,432 km | Francja 1. Fabien Hoblea · 2. Christophe Martin · 3. Philippe Warembourg | 773,635 km | Rosja 1. Vladimir Bychkov · 2. Semen Dediukin · 3. Andrei Kazantsev | 723,287 km |
| Kobiety indywidualnie   | Anne-Marie Vernet                                                              | 239,685 km | Anne-Cecile Fontaine                                                     | 239,252 km | Brigitte Bec-Cetre                                                  | 229,818 km |
| Kobiety drużynowo       | Francja 1. Anne-Marie Vernet · 2. Anne-Cecile Fontaine · 3. Brigitte Bec-Cetre | 708,755 km | Japonia 1. Mami Kudo · 2. Yasuko Kanehira · 3. Sumie Inagaki             | 650,257 km | Niemcy 1. Monika Belau · 2. Anja Samse · 3. Sabine Strotkamp        | 629,868 km |

## Reprezentacja Polski

### Mężczyźni
Drużyna mężczyzn zajęła 12. miejsce z wynikiem 616,430 km
| Miejsce | Zawodnik         | Klub                     | Rezultat   |
| 41.     | Piotr Kuryło     | ZKS Ślepsk Augustów      | 211,510 km |
| 48.     | Andrzej Urbaniak | SL WKS Zawisza Bydgoszcz | 205,932 km |
| 54.     | Konrad Różycki   | WKS Wawel Kraków         | 198,988 km |
| 90.     | Tadeusz Ruta     | WKB Meta Lubliniec       | 144,983 km |
| 97.     | Marek Gulbierz   | LKS Korab Olecko         | 128,360 km |
| 100.    | August Jakubik   | TL Pogoń Ruda Śląska     | 113,586 km |